# Instorting van de Ponte Morandi
Bij de instorting van de Ponte Morandi op 14 augustus 2018, rond 11:36 lokale tijd (09:36 UTC) stortte een groot deel van de Morandibrug in Genua, Ligurië, Italië in tijdens een storm. Hierbij kwamen drieënveertig mensen om het leven. 
De restanten van de ingestorte brug werden in juni 2019 gesloopt. Een jaar later werd er op dezelfde plek een nieuwe brug ingehuldigd, de Ponte San Giorgio.

## Verloop
In de ochtend van 14 augustus 2018 kwam tijdens noodweer met zware regenval en hevige windstoten het wegdek over een lengte van 200 meter met de westelijkste brugpijler naar beneden. Verkeer dat op dat moment op de brug reed, viel zo'n 45 meter omlaag.  Er waren drieënveertig dodelijke slachtoffers. Onder deze slachtoffers waren dertig Italiaanse burgers. Vier slachtoffers kwamen uit Frankrijk, drie uit Chili en twee uit Albanië. De andere vier slachtoffers kwamen uit Colombia, Moldavië, Peru en Roemenië.

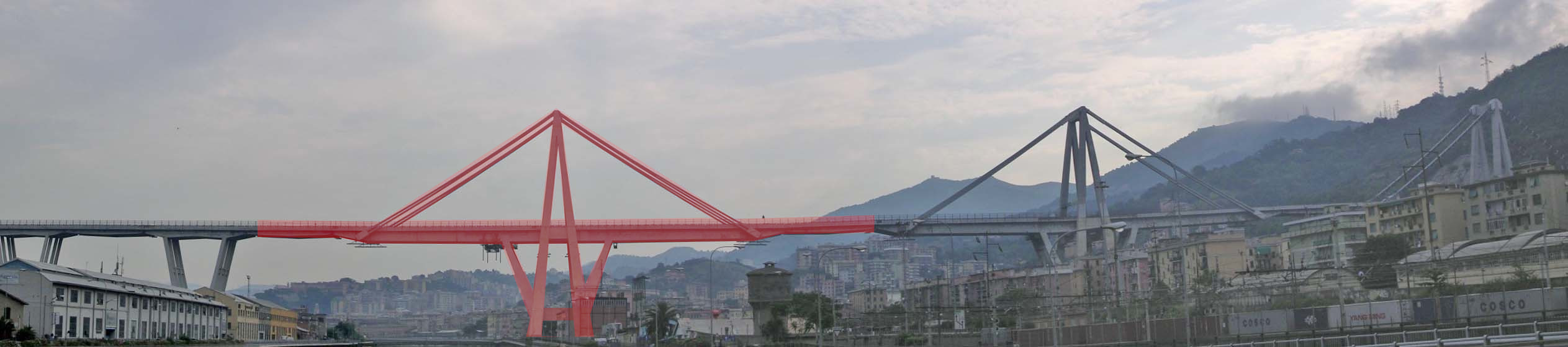
Het rode deel is in 2018 ingestort

Na de instorting werd de handel in aandelen van de wegbeheerder Atlantia een tijd stilgelegd, omdat de koers sterk kelderde. Volgens het hoofd van de dienst wegbeheer kwam de ineenstorting van de brug "onverwacht en onvoorspelbaar". De brug werd voortdurend gecontroleerd, zelfs meer dan de wet voorschrijft. Hij zei verder dat er "geen reden was om de brug als gevaarlijk te beschouwen".
Danilo Toninelli, op dat moment minister van Transport, kreeg direct na de ramp veel kritiek over zich heen, omdat uitgerekend zijn partij, de Vijfsterrenbeweging, in 2016 tegen renovatie van de brug had gestemd. Raadsleden van die partij schreven toen: "Ze maken ons sprookjes wijs over het ineenstorten van de Morandi-brug die volgens een rapport nog honderd jaar mee kan met gewone onderhoudswerken."

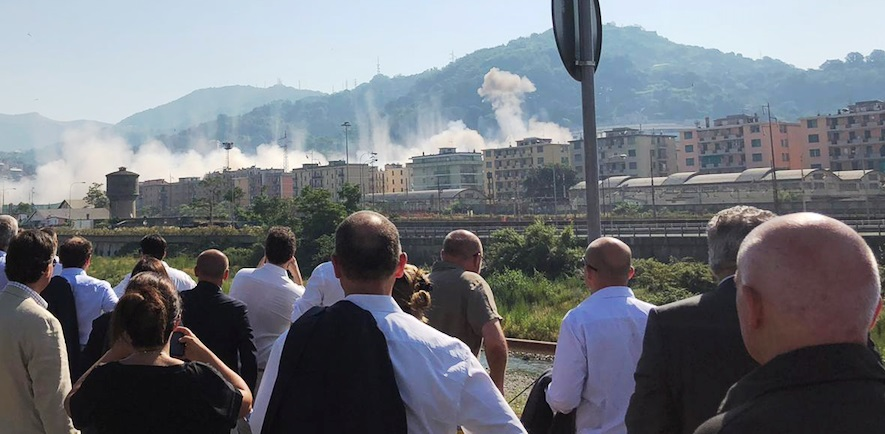
De oude brug wordt opgeblazen

Aangezien de brug er al vijftig jaar stond was de instorting volgens Nederlandse deskundigen niet zozeer te wijten aan het extreme noodweer of een ontwerpfout maar lag een combinatie van factoren aan de basis van de ramp. Zij wezen naar een gebrekkig onderhoud, onvoldoende inspectie en vooral de expansieve toename van de verkeerslast van personen- en vrachtwagens als hoofdoorzaak voor het drama. Door metaalmoeheid en de corrosie door zout zeewater ontstonden er scheurtjes en gaten in het staal en beton, waardoor de bewapening ging roesten.
Op voorstel van premier Giuseppe Conte kondigde de Italiaanse regering op 15 augustus in Genua de noodtoestand af voor een periode van twaalf maanden.
Op 8 februari 2019 werd met de sloop van de brug begonnen. Op vrijdag 28 juni 2019 werd het restant van de oude Morandibrug met een gecontroleerde ontploffing neergehaald om zo de herbouw mogelijk te maken.